# Prairie City (Oregón)
Prairie City es una ciudad ubicada en el condado de Grant en el estado estadounidense de Oregón. En el año 2000 tenía una población de 1.080 habitantes y una densidad poblacional de 438.9 personas por km².

## Geografía
Prairie City se encuentra ubicada en las coordenadas 44°27′34″N 118°42′33″O / 44.45944, -118.70917.

## Demografía
Según la Oficina del Censo en 2000 los ingresos medios por hogar en la localidad eran de $31,354, y los ingresos medios por familia eran $35,893. Los hombres tenían unos ingresos medios de $31,771 frente a los $24,500 para las mujeres. La renta per cápita para la localidad era de $16,278. Alrededor del 14.7% de la población estaban por debajo del umbral de pobreza.